# Sydamerikansk pälssäl
Sydamerikansk pälssäl (Arctocephalus australis) är en art i familjen öronsälar.

## Utseende
Hannar blir 190 centimeter långa och når en vikt av 150 till 200 kilogram. Honor är med en längd av 140 centimeter och en vikt av 30 till 60 kilogram betydligt mindre. Honornas päls är ljusbrun och hannarna har svartbrun päls. Hannarna har dessutom en man. På Falklandsöarna är denna art mindre än på resten av kontinenten.

## Utbredning
Det finns två underarter av sydamerikansk pälssäl. A. a. gracilis lever vid Sydamerikas kuster från Peru till Chile respektive från södra Brasilien till Argentina. Underarten A. a. australis förekommer på Falklandsöarna.
Sälarna föredrar klippiga kustlinjer och har förmåga att klättra uppför sluttningar. De vilar ofta i grottor där det är kyligare.

## Ekologi
Individerna jagar främst under natten efter fiskar, bläckfiskar och kräftdjur. De dyker därför upp till 30 meters djup. Vid början av fortplantningstiden som sträcker sig från oktober till januari ockuperar varje hanne ett revir för att para sig med honorna som väljer samma område. Ungefär 350 dagar efter parningen föds ungen och utöver dräktigheten vilar det befruktade ägget cirka 45 dagar. Parningen sker endast ett fåtal dagar efter ungens födelse. Ungen som före första pälsbytet är svartaktig diar sin mor cirka ett år.
Olika exemplar faller offer för hajar och späckhuggare. Enligt obekräftade berättelser äter vampyrfladdermöss blod från vilande sydamerikanska pälssälar.

## Beståndet
Fram till början av 1900-talet jagade man många pälssälar i området. I Peru fanns det till exempel omkring 1940 bara fyrtio individer kvar. Efter att skyddsåtgärder vidtogs ökade beståndet i Peru till 20 000 pälssälar. Vid Chiles kustlinje finns det nu 40 000 individer, vid Argentinas 3 000 och vid Falklandsöarna 15 000 pälssälar. Det största beståndet har Uruguay med 200 000 individer. Där är också en inskränkt jakt tillåten. I alla andra stater består absolut skydd.